# Embaixada da Eslováquia em Brasília
A Embaixada da Eslováquia em Brasília é a principal representação diplomática eslovaca no Brasil. A antiga Checoslováquia foi uma das primeira nações a se instalar na cidade.
Está localizada na quadra SES 805, Lote 21B, no Setor de Embaixadas Sul, na Asa Sul - o lote 21 foi dividido com a Chéquia quando esta e a Eslováquia se separaram. O atual embaixador é Milan Cigáň, no cargo desde 2012.

## História

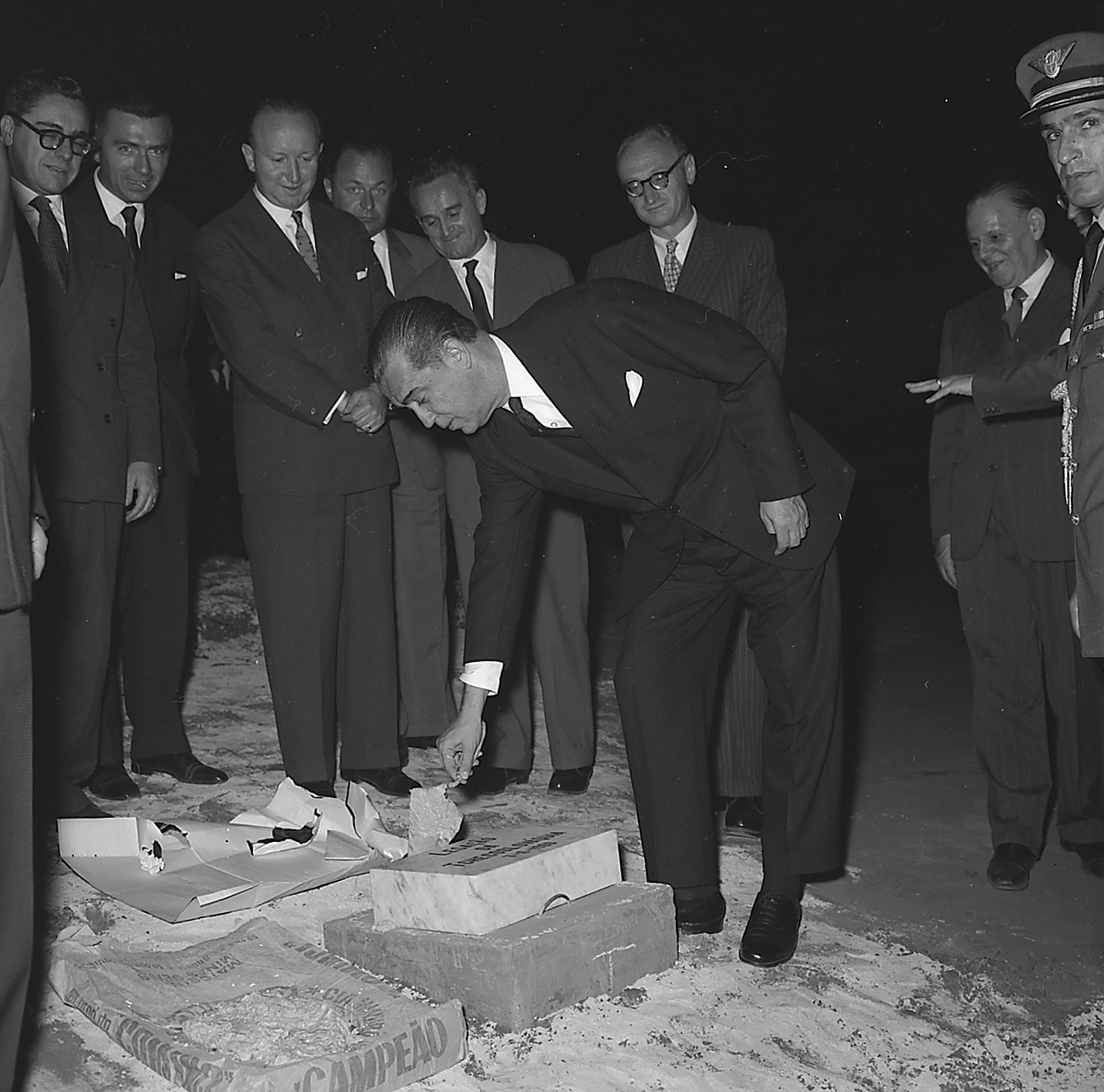
O presidente brasileiro Juscelino Kubitschek no lançamento da pedra fundamental da embaixada da então Checoslováquia.

No passado, o Brasil foi o primeiro país a reconhecer a Checoslováquia, iniciando as relações entre os dois países. A antiga nação, como outros países, recebeu de graça um terreno no Setor de Embaixadas Sul na época da construção de Brasília, medida que visava a instalação mais rápida das representações estrangeiras na nova capital. Foi a segunda nação a iniciar as obras, após a Embaixada dos Estados Unidos, e uma das primeiras a se instalar no local.
As obras aconteceram em duas etapas, com a chancelaria e a residência para os diplomatas sendo feita em dois anos, entre 1963 e 1965. Os projetos dessa etapa foram feitos pelos arquitetos Karel Filsak, Karel Bubeníček, Jan Šrámek e Jiří Louda. Mais tarde, entre 1973 e 1976, foi feita a residência do embaixador.
Quando a Checoslováquia se dividiu pacificamente em Chéquia e Eslováquia em 1993, o terreno e os edifícios também foram divididos: a parte A do lote 21 ficou com os checos, que montaram sua embaixada na residência para os diplomatas. A chancelaria e a residência do embaixador passaram a ser a Embaixada da Eslováquia, na parte B do mesmo lote. Em 2008, o Brasil instalou sua embaixada em Bratislava.

## Serviços
A embaixada realiza os serviços protocolares das representações estrangeiras, como o auxílio aos eslovacos que moram no Brasil e aos visitantes vindos da Eslováquia e também para os brasileiros que desejam visitar ou se mudar para o país europeu - estima-se em 150 brasileiros vivendo na Eslováquia, além de algumas empresas. Outras ações que passam pela embaixada são a relação diplomática com o governo brasileiro nas áreas política, econômica, cultural e científica. Os países realizam comércio, com cerca de 30 milhões de dólares nas trocas.
Além da embaixada, a Eslováquia conta com mais cinco consulados honorários, em São Paulo, no Rio de Janeiro, no Recife, em Belo Horizonte e em Joinville.